# Halleluja (sång)
Halleluja är en kuplett av Karl Gerhard från 1934. Melodi: "Wheezy Anna" av Leslie Sarony (1933). Visan framfördes i revyn Mitt vänliga fönster.